# Trichopetalum lunatum
Trichopetalum lunatum är en mångfotingart som beskrevs av Harger 1872. Trichopetalum lunatum ingår i släktet Trichopetalum och familjen Trichopetalidae. Inga underarter finns listade i Catalogue of Life.